# Historique de la draft des Hawks d'Atlanta
Le tableau suivant établit l'historique des sélections de la draft des Hawks d'Atlanta, au sein de la National Basketball Association (NBA) depuis 1950. 

## Légende
|  | Joueur intronisé au Basketball Hall of Fame          |
|  | Joueur sélectionné en premier choix lors de sa draft |
|  | Joueur ayant participé au NBA All-Star Game          |

## Sélections

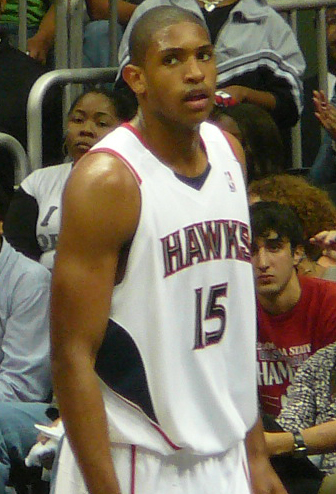
Al Horford, sélectionné en 2007.

### Hawks d'Atlanta (1968-)
| Année | Tour | Choix | Nom du joueur         | Provenance                                          |
| ----- | ---- | ----- | --------------------- | --------------------------------------------------- |
| 2024  | 1    | 1     | Zaccharie Risacher    | JL Bourg (France)                                   |
| 2023  | 1    | 15    | Kobe Bufkin           | Wolverines du Michigan                              |
| 2023  | 2    | 46    | Seth Lundy            | Nittany Lions de Penn State                         |
| 2022  | 1    | 16    | A. J. Griffin         | Blue Devils de Duke                                 |
| 2022  | 2    | 44    | Ryan Rollins          | Rockets de Toledo                                   |
| 2021  | 1    | 20    | Jalen Johnson         | Blue Devils de Duke                                 |
| 2021  | 2    | 48    | Sharife Cooper        | Tigers d'Auburn                                     |
| 2020  | 1    | 6     | Onyeka Okongwu        | Trojans d'USC                                       |
| 2020  | 2    | 50    | Skylar Mays           | Tigers de LSU                                       |
| 2019  | 1    | 8     | Cam Reddish           | Longhorns du Texas                                  |
| 2019  | 1    | 10    | Jaxson Hayes          | Blue Devils de Duke                                 |
| 2019  | 2    | 35    | Marcos Louzada Silva  | Franca São Paulo (Brésil)                           |
| 2018  | 1    | 3     | Luka Dončić           | Real Madrid (Espagne)                               |
| 2018  | 1    | 19    | Kevin Huerter         | University of Maryland                              |
| 2018  | 1    | 30    | Omari Spellman        | Villanova University                                |
| 2018  | 2    | 34    | Devonte' Graham       | University of Kansas                                |
| 2017  | 1    | 19    | John Collins          | Wake Forest University                              |
| 2017  | 2    | 41    | Tyler Dorsey          | University of Oregon                                |
| 2017  | 2    | 60    | Alpha Kaba            | KK Mega Basket (Serbie)                             |
| 2016  | 1    | 21    | DeAndre' Bembry       | Saint Joseph's University                           |
| 2016  | 2    | 44    | Isaia Cordinier       | Denain Voltaire Basket (France)                     |
| 2016  | 2    | 54    | Kay Felder            | Oakland University                                  |
| 2015  | 1    | 15    | Kelly Oubre           | University of Kansas                                |
| 2015  | 2    | 50    | Marcus Eriksson       | FC Barcelona (Espagne)                              |
| 2015  | 2    | 59    | Dimitrios Agravanis   | Olympiacos Le Pirée (Grèce)                         |
| 2014  | 1    | 15    | Adreian Payne         | Michigan State University                           |
| 2014  | 2    | 43    | Edy Tavares           | Gran Canaria (Espagne)                              |
| 2013  | 1    | 17    | Dennis Schröder       | Basketball Löwen Braunschweig (Allemagne)           |
| 2013  | 1    | 18    | Shane Larkin          | University of Miami                                 |
| 2013  | 2    | 47    | Raulzinho Neto        | Gipuzkoa Basket (Espagne)                           |
| 2013  | 2    | 50    | James Ennis           | Cal State Long Beach                                |
| 2012  | 1    | 23    | John Jenkins          | Vanderbilt University                               |
| 2012  | 2    | 43    | Mike Scott            | University of Virginia                              |
| 2011  | 2    | 48    | Keith Benson          | Oakland University                                  |
| 2010  | 1    | 24    | Damion James          | University of Texas at Austin                       |
| 2010  | 2    | 53    | Pape Sy               | Le Havre (France)                                   |
| 2009  | 1    | 17    | Jeff Teague           | Wake Forest University                              |
| 2009  | 2    | 49    | Sergiy Gladyr         | MBC Mykolaïv (Ukraine)                              |
| 2007  | 1    | 3     | Al Horford            | University of Florida                               |
| 2007  | 1    | 11    | Acie Law              | Texas A&M University                                |
| 2006  | 1    | 5     | Shelden Williams      | Duke University                                     |
| 2006  | 2    | 33    | Solomon Jones         | University of South Florida                         |
| 2005  | 1    | 2     | Marvin Williams       | University of North Carolina                        |
| 2005  | 2    | 31    | Salim Stoudamire      | University of Arizona                               |
| 2005  | 2    | 59    | Cenk Akyol            | Efes Pilsen (Turquie)                               |
| 2004  | 1    | 6     | Josh Childress        | Stanford University                                 |
| 2004  | 1    | 17    | Josh Smith            | Oak Hill Academy                                    |
| 2004  | 2    | 34    | Donta Smith           | Southeastern Illinois College                       |
| 2004  | 2    | 37    | Royal Ivey            | University of Texas at Austin                       |
| 2004  | 2    | 42    | Viktor Sanikidze      | JDA Dijon (France)                                  |
| 2003  | 1    | 21    | Boris Diaw            | Pau-Orthez (France)                                 |
| 2003  | 2    | 37    | Travis Hansen         | Brigham Young University                            |
| 2002  | 2    | 36    | David Andersen        | Kinder Bologna (Italie)                             |
| 2001  | 1    | 3     | Pau Gasol             | FC Barcelona (Espagne)                              |
| 2001  | 2    | 33    | Terence Morris        | University of Maryland                              |
| 2000  | 1    | 6     | DerMarr Johnson       | University of Cincinnati                            |
| 2000  | 2    | 40    | Hanno Möttölä         | University of Utah                                  |
| 2000  | 2    | 57    | Scoonie Penn          | Ohio State University                               |
| 1999  | 1    | 10    | Jason Terry           | University of Arizona                               |
| 1999  | 1    | 17    | Cal Bowdler           | Old Dominion University                             |
| 1999  | 1    | 20    | Dion Glover           | Georgia Institute of Technology                     |
| 1999  | 1    | 27    | Jumaine Jones         | University of Georgia                               |
| 1999  | 2    | 52    | Roberto Bergersen     | Boise State university                              |
| 1998  | 1    | 20    | Roshown McLeod        | Duke University                                     |
| 1998  | 2    | 49    | Cory Carr             | Texas Tech University                               |
| 1997  | 1    | 22    | Ed Gray               | University of California, Berkeley                  |
| 1997  | 2    | 49    | Alain Digbeu          | ASVEL Villeurbanne (France)                         |
| 1997  | 2    | 50    | Chris Crawford        | Marquette University                                |
| 1996  | 1    | 28    | Priest Lauderdale     | Central State University                            |
| 1995  | 1    | 16    | Alan Henderson        | Indiana University Bloomington                      |
| 1995  | 2    | 42    | Donnie Boyce          | University of Colorado                              |
| 1995  | 2    | 45    | Troy Brown            | Providence College                                  |
| 1995  | 2    | 57    | Cuonzo Martin         | Purdue University                                   |
| 1994  | 2    | 34    | Gaylon Nickerson      | Northwestern Oklahoma State University              |
| 1993  | 1    | 15    | Doug Edwards          | Florida State University                            |
| 1993  | 2    | 40    | Rich Manning          | University of Washington                            |
| 1992  | 1    | 10    | Adam Keefe            | Stanford University                                 |
| 1992  | 2    | 38    | Elmer Bennett         | University of Notre Dame                            |
| 1991  | 1    | 9     | Stacey Augmon         | University of Nevada, Las Vegas                     |
| 1991  | 1    | 15    | Anthony Avent         | Seton Hall University                               |
| 1991  | 2    | 30    | Rodney Monroe         | North Carolina State University                     |
| 1990  | 1    | 10    | Rumeal Robinson       | University of Michigan                              |
| 1990  | 2    | 36    | Trevor Wilson         | University of California, Los Angeles               |
| 1990  | 2    | 41    | Steve Bardo           | University of Illinois at Urbana–Champaign          |
| 1989  | 1    | 23    | Roy Marble            | University of Iowa                                  |
| 1989  | 2    | 49    | Haywoode Workman      | Oral Roberts University                             |
| 1988  | 2    | 44    | Anthony Taylor (en)   | University of Oregon                                |
| 1988  | 3    | 54    | Jorge González        | Gimnasia de La Plata (Argentine)                    |
| 1988  | 3    | 68    | Darryl Middleton      | Baylor University                                   |
| 1987  | 1    | 21    | Dallas Comegys (en)   | DePaul University                                   |
| 1987  | 2    | 42    | Terrance Bailey (en)  | Wagner College                                      |
| 1987  | 2    | 44    | Terry Coner (en)      | University of Alabama                               |
| 1987  | 3    | 67    | Song Tao              |                                                     |
| 1987  | 4    | 90    | Fanis Christodoulou   | Paniónios BC (Grèce)                                |
| 1987  | 5    | 113   | José Antonio Montero  | Joventut Badalona (Espagne)                         |
| 1987  | 6    | 136   | Riccardo Morandotti   | Auxilium Pallacanestro Torino (Italie)              |
| 1987  | 7    | 159   | Franjo Arapović       | KK Cibona (Yougoslavie)                             |
| 1986  | 1    | 19    | Billy Thompson        | University of Louisville                            |
| 1986  | 2    | 32    | Cedric Henderson (en) | University of Georgia                               |
| 1986  | 2    | 40    | Augusto Binelli       | Virtus Pallacanestro Bologna (Italie)               |
| 1986  | 2    | 42    | Ron Kellogg (en)      | University of Kansas                                |
| 1986  | 3    | 65    | Dave Hoppen           | University of Nebraska–Lincoln                      |
| 1986  | 3    | 70    | Jim Les               | Bradley University                                  |
| 1986  | 4    | 88    | Efrem Winters (en)    | University of Illinois at Urbana–Champaign          |
| 1986  | 5    | 111   | Nicky Jones           | Virginia Commonwealth University                    |
| 1986  | 6    | 134   | Alexander Volkov      | Boudivelnyk Kiev (Union soviétique)                 |
| 1986  | 7    | 157   | Valeri Tikhonenko     | CSKA Moscou (Union soviétique)                      |
| 1985  | 1    | 5     | Jon Koncak            | Southern Methodist University                       |
| 1985  | 2    | 41    | Lorenzo Charles (en)  | North Carolina State University                     |
| 1985  | 3    | 59    | Sedric Toney          | University of Dayton                                |
| 1985  | 4    | 77    | Arvydas Sabonis       | Žalgiris Kaunas (Union soviétique)                  |
| 1985  | 4    | 84    | John Battle           | Rutgers University                                  |
| 1985  | 5    | 100   | Larry Hampton         | Hampton University                                  |
| 1985  | 6    | 123   | Tony Duckett          | Lafayette College                                   |
| 1985  | 7    | 146   | Bob Ferry             | Harvard University                                  |
| 1984  | 1    | 11    | Kevin Willis          | Michigan State University                           |
| 1984  | 3    | 58    | Bobby Parks (en)      | Memphis State University                            |
| 1984  | 4    | 81    | Dickie Beal           | University of Kentucky                              |
| 1984  | 5    | 104   | Terry Martin          | Northeast Louisiana University                      |
| 1984  | 6    | 127   | Jim Master (en)       | University of Kentucky                              |
| 1984  | 7    | 150   | Vince Martello        | Florida State University                            |
| 1984  | 8    | 173   | Robert Brown          | Long Island University                              |
| 1984  | 9    | 195   | Fred Brown            | Georgetown University                               |
| 1984  | 10   | 217   | Doug Mills            | Hofstra University                                  |
| 1983  | 2    | 31    | Glenn Rivers          | Marquette University                                |
| 1983  | 3    | 58    | John Pinone           | Villanova University                                |
| 1983  | 4    | 81    | Harry Kelly (en)      | Texas Southern University                           |
| 1983  | 5    | 104   | Charles Jones         | University of Oklahoma                              |
| 1983  | 6    | 127   | Tom Bethea            | University of Richmond                              |
| 1983  | 7    | 150   | Lex Drum              | University of Alabama at Birmingham                 |
| 1983  | 8    | 173   | George Thomas         | Georgia Institute of Technology                     |
| 1983  | 9    | 195   | Wil Kotchery          | Rutgers University                                  |
| 1983  | 10   | 216   | Ronnie Carr           | Western Carolina University                         |
| 1982  | 1    | 10    | Keith Edmonson        | Purdue University                                   |
| 1982  | 3    | 56    | Joe Kopicki (en)      | University of Detroit                               |
| 1982  | 5    | 102   | Mark Hall             | University of Minnesota                             |
| 1982  | 6    | 126   | Jay Bruchak           | Mount St. Mary's University                         |
| 1982  | 7    | 148   | Horace Wyatt          | Clemson University                                  |
| 1982  | 8    | 172   | James Ratiff          | Howard University                                   |
| 1982  | 9    | 194   | Pierre Bland          | Elizabeth City State University                     |
| 1982  | 10   | 216   | Ronnie McAdoo         | Old Dominion University                             |
| 1981  | 1    | 4     | Al Wood               | University of North Carolina                        |
| 1981  | 2    | 38    | Clyde Bradshaw (en)   | DePaul University                                   |
| 1981  | 3    | 52    | Rudy Macklin          | Louisiana State University                          |
| 1981  | 4    | 75    | Kevin Figaro          | University of Southwestern Louisiana                |
| 1981  | 5    | 98    | Steve Krafscisin      | University of Iowa                                  |
| 1981  | 6    | 121   | Darryl Warwick        | Hampton University                                  |
| 1981  | 7    | 144   | Kevin Vesey           | Iona College                                        |
| 1981  | 8    | 167   | Gilbert Salinas       | University of Notre Dame                            |
| 1981  | 9    | 189   | Howard Thompkins      | Wagner College                                      |
| 1981  | 10   | 209   | Mike Frazier          | Georgetown University                               |
| 1980  | 1    | 18    | Don Collins           | Washington State University                         |
| 1980  | 2    | 28    | Craig Shelton (en)    | Georgetown University                               |
| 1980  | 5    | 110   | Mike Doyle            | University of South Carolina                        |
| 1980  | 6    | 133   | Mike Zagardo          | George Washington University                        |
| 1980  | 7    | 156   | Charles Hightower     | Dillard University                                  |
| 1980  | 9    | 195   | Stanley Lamb          | College of Steubenville                             |
| 1979  | 2    | 35    | James Bradley (en)    | Memphis State University                            |
| 1979  | 2    | 38    | Larry Wilson (en)     | Nicholls State University                           |
| 1979  | 3    | 57    | Don March             | Franklin & Marshall College                         |
| 1979  | 5    | 101   | Kendal Pinder (en)    | North Carolina State University                     |
| 1979  | 6    | 121   | Dwight Williams       | Gardner–Webb College                                |
| 1979  | 7    | 141   | Tim Waterman          | St. Bonaventure University                          |
| 1979  | 8    | 160   | John Goedeke          | University of Maryland, Baltimore County            |
| 1979  | 9    | 178   | Cedric Oliver         | Hamilton College                                    |
| 1979  | 10   | 196   | Chad Nelson           | Drake University                                    |
| 1978  | 1    | 10    | Butch Lee             | Marquette University                                |
| 1978  | 1    | 16    | Jack Givens           | University of Kentucky                              |
| 1978  | 2    | 25    | Rick Wilson (en)      | University of Louisville                            |
| 1978  | 3    | 54    | Steve Grant (en)      | Manhattan College                                   |
| 1978  | 5    | 98    | Chris Potter (en)     | College of the Holy Cross                           |
| 1978  | 6    | 120   | Gerald Glover (en)    | Howard University                                   |
| 1978  | 7    | 141   | Jim DeWeese (en)      | Gonzaga University                                  |
| 1978  | 8    | 160   | Ed Murphy (en)        | Merrimack College                                   |
| 1978  | 9    | 177   | Maurice Robinson      | West Virginia University                            |
| 1978  | 10   | 192   | Marshall Lester (en)  | Florida Southern College                            |
| 1977  | 1    | 14    | Tree Rollins          | Clemson University                                  |
| 1977  | 3    | 48    | Sam Smith (en)        | University of Nevada, Las Vegas                     |
| 1977  | 3    | 49    | Eddie Johnson (en)    | Auburn University                                   |
| 1977  | 4    | 70    | Dave Bormann (en)     | Gardner–Webb College                                |
| 1977  | 5    | 92    | Bill Gordon (en)      | University of Tennessee at Chattanooga              |
| 1977  | 6    | 114   | Calvin Crews (en)     | University of Southwestern Louisiana                |
| 1977  | 7    | 135   | James Holliman (en)   | Arizona State University                            |
| 1977  | 8    | 155   | Vern Thompson (en)    | Brigham Young University                            |
| 1976  | 1    | 9     | Armond Hill           | Princeton University                                |
| 1976  | 2    | 28    | Bob Carrington (en)   | Boston College                                      |
| 1976  | 3    | 46    | Larry Cooke (en)      | Virginia Polytechnic Institute and State University |
| 1976  | 4    | 53    | Tom Barker (en)       | University of Hawaiʻi at Mānoa                      |
| 1976  | 5    | 70    | Ron Davis (en)        | Washington State University                         |
| 1976  | 5    | 82    | Connie White (en)     | University of California, Berkeley                  |
| 1976  | 6    | 88    | Pete Padgett (en)     | University of Nevada, Reno                          |
| 1976  | 7    | 106   | Carl Gerlach (en)     | Kansas State University                             |
| 1976  | 8    | 124   | Doug Terry (en)       | University of Utah                                  |
| 1976  | 9    | 142   | Bob Kovach (en)       | San Diego State University                          |
| 1976  | 10   | 159   | Mike Dickerson (en)   | University of South Florida                         |
| 1975  | 1    | 1     | David Thompson        | North Carolina State University                     |
| 1975  | 1    | 3     | Marvin Webster        | Morgan State University                             |
| 1975  | 2    | 19    | Bill Willoughby (en)  | Dwight Morrow High School                           |
| 1975  | 4    | 57    | Monte Towe (en)       | North Carolina State University                     |
| 1975  | 5    | 75    | Wilbur Holland (en)   | University of New Orleans                           |
| 1975  | 6    | 93    | Danny Williams (en)   | University of Mississippi                           |
| 1975  | 7    | 111   | Gus Johnson           | Winona State College                                |
| 1975  | 8    | 129   | Oscar Jackson (en)    | Duquesne University                                 |
| 1975  | 9    | 146   | Dave Schlesser (en)   | Morningside College                                 |
| 1975  | 10   | 162   | Vic Kelly (en)        | University of Hawaiʻi at Mānoa                      |
| 1974  | 1    | 7     | Tom Henderson (en)    | University of Hawaiʻi at Mānoa                      |
| 1974  | 1    | 10    | Mike Sojourner (en)   | University of Utah                                  |
| 1974  | 2    | 25    | John Drew (en)        | Gardner–Webb College                                |
| 1974  | 3    | 43    | Darrell Elston (en)   | University of North Carolina                        |
| 1974  | 4    | 61    | Ed Palubinskas (en)   | Louisiana State University                          |
| 1974  | 5    | 79    | Tyrone Medley (en)    | University of Utah                                  |
| 1974  | 6    | 97    | Sam Hervey (en)       | Southern Methodist University                       |
| 1974  | 7    | 115   | Greg Lee (en)         | University of California, Los Angeles               |
| 1974  | 8    | 133   | Bill Butler (en)      | University of Louisville                            |
| 1974  | 9    | 151   | Lon Kruger            | Kansas State University                             |
| 1974  | 10   | 168   | Brendy Lee (en)       | University of Nebraska–Lincoln                      |
| 1973  | 1    | 9     | Dwight Jones (en)     | University of Houston                               |
| 1973  | 1    | 10    | John Brown (en)       | University of Missouri                              |
| 1973  | 2    | 27    | Tom Ingelsby (en)     | Villanova University                                |
| 1973  | 3    | 36    | Ted Manakas (en)      | Princeton University                                |
| 1973  | 3    | 45    | Leonard Gray (en)     | California State University, Long Beach             |
| 1973  | 4    | 62    | James Brown (en)      | Harvard University                                  |
| 1973  | 5    | 79    | Dave Winfield         | University of Minnesota                             |
| 1973  | 6    | 96    | John Williamson (en)  | New Mexico State University                         |
| 1973  | 7    | 113   | Pete Harris           | Stephen F. Austin State University                  |
| 1973  | 8    | 130   | Tim Dominey (en)      | Valdosta State University                           |
| 1972  | 2    | 21    | Steve Bracey          | University of Tulsa                                 |
| 1972  | 4    | 55    | Reggie Bird (en)      | Princeton University                                |
| 1972  | 5    | 71    | Bob Lackey            | Marquette University                                |
| 1972  | 6    | 88    | Randy Knoll (en)      | Marshall University                                 |
| 1972  | 7    | 105   | Billy Pleas (en)      | University of Detroit                               |
| 1972  | 8    | 121   | Oscar Evans (en)      | Butler University                                   |
| 1972  | 9    | 136   | Larry Strozier (en)   | Morehouse College                                   |
| 1972  | 10   | 149   | Jim Clesson (en)      | University of Tulsa                                 |
| 1972  | 11   | 160   | Charles Allen (en)    | Texas Southern University                           |
| 1972  | 12   | 169   | James Green           | Paine College                                       |
| 1971  | 1    | 5     | George Trapp (en)     | California State University, Long Beach             |
| 1971  | 2    | 22    | Ted McClain (en)      | Tennessee State University                          |
| 1971  | 3    | 39    | Jeff Halliburton (en) | Drake University                                    |
| 1971  | 4    | 56    | Jim Welch (en)        | University of Houston                               |
| 1971  | 6    | 90    | Willie Humes (en)     | University of Idaho                                 |
| 1971  | 7    | 107   | Mike Jordan (en)      | Savannah State University                           |
| 1971  | 8    | 124   | Jim Smith             | Kentucky Wesleyan College                           |
| 1971  | 9    | 140   | Ernie Fleming (en)    | Jacksonville University                             |
| 1971  | 10   | 156   | Ron Rippitoe (en)     | David Lipscomb College                              |
| 1971  | 11   | 172   | Levi Wyatt            | Alcorn State University                             |
| 1971  | 12   | 186   | Roger Moore (en)      | Columbus State University                           |
| 1971  | 13   | 198   | Ed Jenkins (en)       | Michigan Lutheran High School                       |
| 1970  | 1    | 3     | Pete Maravich         | Louisiana State University                          |
| 1970  | 1    | 14    | John Vallely (en)     | University of California, Los Angeles               |
| 1970  | 2    | 31    | Dan Hester (en)       | Louisiana State University                          |
| 1970  | 4    | 65    | Fred Davis (en)       | Howard Payne University                             |
| 1970  | 5    | 82    | Bob Riley (en)        | Mount St. Mary's University                         |
| 1970  | 6    | 99    | Dave Parker (en)      | Windham College                                     |
| 1970  | 7    | 116   | John Shinall (en)     | Jackson State University                            |
| 1970  | 8    | 133   | Herb White (en)       | University of Georgia                               |
| 1970  | 9    | 150   | Larry Jackson (en)    | Sul Ross State University                           |
| 1970  | 10   | 167   | Manuel Raga           | Varese (Italie)                                     |
| 1970  | 11   | 182   | Dino Meneghin         | Varese (Italie)                                     |
| 1969  | 1    | 10    | Butch Beard           | University of Louisville                            |
| 1969  | 2    | 25    | Wally Anderzunas (en) | Creighton University                                |
| 1969  | 4    | 53    | Billy Hann (en)       | University of Tennessee                             |
| 1969  | 4    | 55    | Don Griffin (en)      | Stanford University                                 |
| 1969  | 5    | 67    | Mike Mitchell         | West Texas State University                         |
| 1969  | 6    | 81    | Guy Mackner (en)      | South Dakota State University                       |
| 1969  | 7    | 95    | Bob Bundy (en)        | Vanderbilt University                               |
| 1969  | 8    | 109   | Bob Christian (en)    | Grambling College                                   |
| 1969  | 9    | 123   | Pete Gayeska (en)     | University of Massachusetts Amherst                 |
| 1969  | 10   | 137   | Dick Stewart (en)     | Rutgers University                                  |
| 1969  | 11   | 151   | Loran Bracci (en)     | San Fernando Valley State College                   |
| 1969  | 12   | 164   | Dave Jones (en)       | La Verne College                                    |
| 1969  | 13   | 176   | Dick Barton (en)      | University of California, Riverside                 |
| 1969  | 14   | 185   | Mike Dahl (en)        | Oglethorpe University                               |
| 1969  | 15   | 193   | Norm Carmichael (en)  | University of Virginia                              |
| 1969  | 16   | 199   | Buddy Cornelius (en)  | Jacksonville State University                       |
| 1969  | 17   | 205   | John Tolmie (en)      | United States Naval Academy                         |
| 1969  | 18   | 210   | Cliff Parsons (en)    | United States Air Force Academy                     |
| 1969  | 19   | 214   | Grady O'Malley (en)   | Manhattan College                                   |
| 1969  | 20   | 217   | Carl Rodwell          | University of California, Riverside                 |
| 1968  | 1    | 13    | Skip Harlicka (en)    | University of South Carolina                        |
| 1968  | 4    | 47    | Bob Warren (en)       | Vanderbilt University                               |
| 1968  | 5    | 61    | Rusty Parker (en)     | University of Miami                                 |
| 1968  | 6    | 75    | Phil Wagner (en)      | Georgia Institute of Technology                     |
| 1968  | 7    | 89    | Oscar Smith (en)      | Elizabeth City State University                     |
| 1968  | 8    | 103   | Marin Baietti (en)    | Manhattan College                                   |
| 1968  | 9    | 117   | Mack Daughtry (en)    | Albany State University                             |
| 1968  | 10   | 131   | Dwight Waller (en)    | Tennessee State University                          |
| 1968  | 11   | 144   | Henry Watkins (en)    | Tennessee State University                          |
| 1968  | 12   | 157   | Bill Harris (en)      | University of Texas at El Paso                      |
| 1968  | 13   | 169   | Frank Standard (en)   | University of South Carolina                        |
| 1968  | 14   | 180   | George Hicker (en)    | Syracuse University                                 |
| 1968  | 15   | 188   | Bernie Foster (en)    | Point Loma Nazarene University                      |
| 1968  | 16   | 196   | Terry Allerton (en)   | Baldwin Wallace College                             |

## Hawks de Saint-Louis (1955-1967)

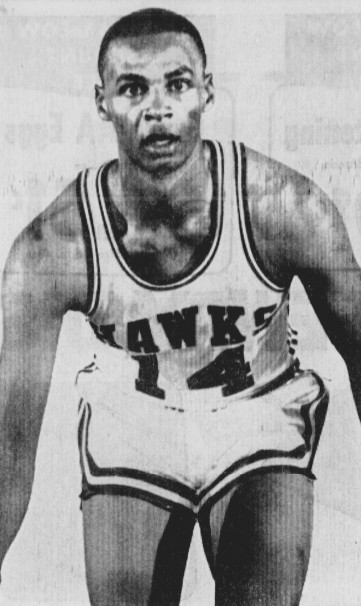
Zelmo Beaty, sélectionné en 1962.

| Année | Tour | Choix | Nom du joueur            | Provenance                                                 |
| ----- | ---- | ----- | ------------------------ | ---------------------------------------------------------- |
| 1967  | 1    | 8     | Tom Workman (en)         | Seattle University                                         |
| 1967  | 3    | 25    | Bob Verga (en)           | Duke University                                            |
| 1967  | 4    | 37    | Wesley Bialosuknia (en)  | University of Connecticut                                  |
| 1967  | 5    | 49    | Mike Wittman (en)        | University of Miami                                        |
| 1967  | 6    | 61    | John Morrison (en)       | Canisius College                                           |
| 1967  | 7    | 73    | Carl Fuller (en)         | Bethune-Cookman College                                    |
| 1967  | 8    | 85    | Arvesta Kelly (en)       | Lincoln University (Missouri)                              |
| 1967  | 9    | 96    | Ed Biedenbach (en)       | North Carolina State University                            |
| 1967  | 10   | 107   | Rich Falkenbrush (en)    | Saint Michael's College                                    |
| 1966  | 1    | 4     | Lou Hudson               | University of Minnesota                                    |
| 1966  | 2    | 14    | Dick Snyder              | Davidson College                                           |
| 1966  | 3    | 24    | Tommy Kron (en)          | University of Kentucky                                     |
| 1966  | 4    | 34    | Bob McIntyre (en)        | St. John's University                                      |
| 1966  | 5    | 44    | Dick Nemelka (en)        | Brigham Young University                                   |
| 1966  | 6    | 54    | Lonnie Wright (en)       | Colorado State University                                  |
| 1966  | 7    | 63    | Jay Neary (en)           | University of North Carolina at Wilmington                 |
| 1966  | 8    | 72    | Brian Williams           | Xavier University                                          |
| 1966  | 9    | 79    | Albie Grant (en)         | Long Island University                                     |
| 1966  | 10   | 86    | Don Yates (en)           | University of Minnesota                                    |
| 1966  | 11   | 93    | Curt Gammell (en)        | Pacific Lutheran University                                |
| 1966  | 12   | 99    | Lonnie Lynn (en)         | Wilberforce University                                     |
| 1966  | 13   | 102   | Nick Aloi (en)           | Bowling Green State University                             |
| 1966  | 14   | 104   | Ollie Carter             | University of San Francisco                                |
| 1966  | 15   | 106   | Paul Long (en)           | Wake Forest University                                     |
| 1966  | 16   | 108   | Eddie Jackson (en)       | Bradley University                                         |
| 1965  | 1    | 6     | Jim Washington           | Villanova University                                       |
| 1965  | 3    | 23    | Ken McIntyre (en)        | St. John's University                                      |
| 1965  | 4    | 32    | Lynn Nance (en)          | University of Washington                                   |
| 1965  | 5    | 41    | Theodore Werner (en)     | Washington State University                                |
| 1965  | 6    | 50    | John Rambo (en)          | California State University, Long Beach                    |
| 1965  | 7    | 58    | Terry Kunze (en)         | University of Minnesota                                    |
| 1965  | 8    | 66    | Cincinnatus Powell (en)  | University of Portland                                     |
| 1965  | 9    | 72    | Leroy Walker (en)        | Utah State University                                      |
| 1965  | 10   | 78    | Spencer Carlson (en)     | Baylor University                                          |
| 1965  | 11   | 84    | Weldon Kytle (en)        | Cleveland State University                                 |
| 1965  | 12   | 90    | Elton McGriff (en)       | Creighton University                                       |
| 1965  | 13   | 95    | Mel Northway (en)        | University of Minnesota                                    |
| 1965  | 14   | 99    | Terry Page (en)          | University of Detroit                                      |
| 1965  | 15   | 103   | George Pomey (en)        | University of Michigan                                     |
| 1965  | 16   | 107   | Bob Tolan (en)           | Eastern Kentucky University                                |
| 1964  | 1    | 5     | Jeff Mullins (en)        | Duke University                                            |
| 1964  | 2    | 10    | Paul Silas               | Creighton University                                       |
| 1964  | 3    | 22    | Art Becker (en)          | Arizona State University                                   |
| 1964  | 4    | 31    | Willie Murrell (en)      | Kansas State University                                    |
| 1964  | 5    | 40    | John Tresvant (en)       | Seattle University                                         |
| 1964  | 6    | 49    | Ernest Brock (en)        | Virginia State University                                  |
| 1964  | 7    | 58    | Maurice McHartley (en)   | North Carolina Agricultural and Technical State University |
| 1964  | 8    | 67    | Kendall Rhine            | Rice University                                            |
| 1964  | 9    | 74    | Darel Carrier            | Western Kentucky University                                |
| 1964  | 10   | 81    | Frank Stephens (en)      | Virginia State University                                  |
| 1964  | 11   | 88    | Gerald Govan             | St. Mary of the Plains College                             |
| 1964  | 12   | 92    | Warren Sutton (en)       | Sir George Williams University                             |
| 1964  | 13   | 95    | Cecil Tuttle (en)        | Georgetown College                                         |
| 1964  | 14   | 97    | Bill Blair (en)          | Virginia Military Institute                                |
| 1964  | 15   | 99    | Al Cech (en)             | University of Detroit                                      |
| 1963  | 1    | 5     | Gerry Ward (en)          | Boston College                                             |
| 1963  | 2    | 14    | Leland Mitchell (en)     | Mississippi State University                               |
| 1963  | 2    | 17    | Ken Saylors (en)         | Arkansas Polytechnic College                               |
| 1963  | 3    | 23    | Bill Burwell (en)        | University of Illinois at Urbana–Champaign                 |
| 1963  | 4    | 32    | Waite Bellamy (en)       | Florida Agricultural and Mechanical University             |
| 1963  | 5    | 41    | Tony Yates (en)          | University of Cincinnati                                   |
| 1963  | 6    | 50    | Al Santio (en)           | University of Maryland                                     |
| 1963  | 7    | 59    | Ken Rohloff (en)         | North Carolina State University                            |
| 1963  | 8    | 67    | Harold Strothers (en)    | Texas A&M University                                       |
| 1963  | 9    | 72    | Frank Davis (en)         | Oklahoma Christian University                              |
| 1963  | 10   | 75    | Carl Ritter (en)         | Southeast Missouri State College                           |
| 1963  | 11   | 77    | Marv Straw (en)          | Iowa State University                                      |
| 1963  | 12   | 79    | Hugh Evans (en)          | North Carolina Agricultural and Technical State University |
| 1963  | 13   | 81    | Gary McFarland (en)      | Central Missouri State University                          |
| 1962  | 1    | 3     | Zelmo Beaty              | Prairie View A&M College                                   |
| 1962  | 2    | 10    | Bob Duffy (en)           | Colgate University                                         |
| 1962  | 3    | 19    | Charlie Hardnett (en)    | Grambling College                                          |
| 1962  | 4    | 26    | Chico Vaughn (en)        | Southern Illinois University Carbondale                    |
| 1962  | 4    | 28    | Jerry Grote (en)         | Loyola University of Los Angeles                           |
| 1962  | 5    | 37    | Tom Hatton (en)          | University of Dayton                                       |
| 1962  | 6    | 46    | Jay Carty (en)           | Oregon State University                                    |
| 1962  | 7    | 55    | Bob McAteer (en)         | La Salle University                                        |
| 1962  | 8    | 63    | Terry Ball (en)          | Washington State University                                |
| 1962  | 9    | 72    | Marvin Trotman (en)      | Elizabeth City State University                            |
| 1962  | 10   | 81    | Charlie Sells (en)       | Washington State University                                |
| 1962  | 11   | 87    | Tom Chappelle (en)       | University of Maine                                        |
| 1962  | 12   | 91    | John Caveny (en)         | Le Moyne College                                           |
| 1962  | 13   | 94    | Jerry Carlton (en)       | University of Arkansas                                     |
| 1962  | 14   | 96    | Wilky Gilmore (en)       | University of Colorado                                     |
| 1962  | 15   | 98    | Dave Ricerto (en)        | University of Rhode Island                                 |
| 1962  | 16   | 100   | Wally Roundsville (en)   | California Institute of Technology                         |
| 1961  | 1    | 8     | Cleo Hill (en)           | Winston-Salem State University                             |
| 1961  | 2    | 16    | Ron Horn (en)            | Indiana University Bloomington                             |
| 1961  | 3    | 30    | Tom Chilton (en)         | East Tennessee State University                            |
| 1961  | 4    | 39    | Gus Guydon (en)          | Drake University                                           |
| 1961  | 5    | 48    | John Berberich (en)      | University of California, Los Angeles                      |
| 1961  | 6    | 57    | Bob McDonald (en)        | University of Maryland                                     |
| 1961  | 7    | 66    | Charles Riley (en)       | Winston-Salem State University                             |
| 1961  | 8    | 75    | Gene Velloff (en)        | Doane College                                              |
| 1961  | 9    | 82    | Herbert Gray (en)        | North Carolina Agricultural and Technical State University |
| 1961  | 10   | 90    | Tom Faszholz (en)        | Concordia Seminary (Missouri)                              |
| 1961  | 11   | 98    | Dick Kepley (en)         | University of North Carolina                               |
| 1961  | 12   | 101   | Jackie Crawford (en)     | Centenary College of Louisiana                             |
| 1961  | 13   | 104   | Howard Stacy (en)        | University of Louisville                                   |
| 1960  | 1    | 6     | Lenny Wilkens            | Providence College                                         |
| 1960  | 2    | 14    | Frank Radovich           | Indiana University Bloomington                             |
| 1960  | 3    | 22    | Fred LaCour (en)         | University of San Francisco                                |
| 1960  | 4    | 30    | Horace Walker (en)       | Michigan State University                                  |
| 1960  | 5    | 38    | Jimmy Darrow (en)        | Bowling Green State University                             |
| 1960  | 6    | 46    | York Larese              | University of North Carolina                               |
| 1960  | 7    | 54    | Bob Sims (en)            | Pepperdine University                                      |
| 1960  | 8    | 61    | Don Curry (en)           | Mississippi Southern College                               |
| 1960  | 9    | 68    | Bob Castanada (en)       | Rockhurst University                                       |
| 1960  | 10   | 74    | Americus John-Lewis (en) | University of Iowa                                         |
| 1960  | 11   | 79    | Dick Davies (en)         | Louisiana State University                                 |
| 1960  | 12   | 84    | Bob Wilkinson (en)       | Indiana University Bloomington                             |
| 1959  | T    |       | Bob Ferry                | Saint Louis University                                     |
| 1959  | 2    | 12    | Al Seiden (en)           | St. John's University                                      |
| 1959  | 2    | 13    | Cal Ramsey (en)          | New York University                                        |
| 1959  | 3    | 21    | Hank Stein (en)          | Xavier University                                          |
| 1959  | 4    | 29    | Lee Harman (en)          | Oregon State University                                    |
| 1959  | 5    | 37    | Nick Mantis (en)         | Northwestern University                                    |
| 1959  | 6    | 45    | Mike Moran (en)          | Marquette University                                       |
| 1959  | 7    | 53    | Orby Arnold (en)         | Memphis State University                                   |
| 1959  | 8    | 59    | Willie Merriwether (en)  | Purdue University                                          |
| 1959  | 9    | 65    | Lou Pucillo (en)         | North Carolina State University                            |
| 1959  | 10   | 71    | Ron Loneski (en)         | University of Kansas                                       |
| 1959  | 11   | 77    | John Barnhill (en)       | Tennessee State University                                 |
| 1958  | 1    | 6     | Dave Gambee              | Oregon State University                                    |
| 1958  | 2    | 14    | Hub Reed (en)            | Oklahoma City University                                   |
| 1958  | 3    | 22    | Wayne Embry              | Miami University                                           |
| 1958  | 4    | 30    | Julius Peques (en)       | University of Pittsburgh                                   |
| 1958  | 5    | 38    | Rick Herrscher (en)      | Southern Methodist University                              |
| 1958  | 6    | 46    | John Crawford (en)       | Iowa State University                                      |
| 1958  | 7    | 54    | Ken Sidle (en)           | Ohio State University                                      |
| 1958  | 8    | 62    | Bruno Boin (en)          | University of Washington                                   |
| 1958  | 9    | 68    | Tink Van Patton (en)     | Temple University                                          |
| 1958  | 10   | 73    | James Purcell (en)       | Coe College                                                |
| 1958  | 11   | 77    | Don Klein (en)           | Rockhurst University                                       |
| 1958  | 12   | 81    | Joe Buckhalter (en)      | Tennessee State University                                 |
| 1957  | 1    | 4     | Win Wilfong              | Memphis State College                                      |
| 1957  | 2    | 12    | Jim Palmer (en)          | University of Dayton                                       |
| 1957  | 3    | 20    | John Smyth (en)          | University of Notre Dame                                   |
| 1957  | 4    | 28    | Hank Nowak (en)          | Canisius College                                           |
| 1957  | 5    | 36    | Al Rochelle (en)         | Vanderbilt University                                      |
| 1957  | 6    | 44    | Raymond Downs (en)       | University of Texas at Austin                              |
| 1957  | 7    | 52    | Mason Pope (en)          | Kentucky Wesleyan College                                  |
| 1957  | 8    | 59    | Bill Darragh (en)        | University of Louisville                                   |
| 1957  | 9    | 66    | Calvin Grosscup (en)     | Tulane University                                          |
| 1957  | 10   | 72    | Bobby Mills (en)         | Southern Methodist University                              |
| 1957  | 11   | 77    | Gerald Dreier (en)       | Macalester College                                         |
| 1957  | 12   | 80    | Bob Seitz (en)           | North Carolina State University                            |
| 1957  | 13   | 82    | Ed Romanoff (en)         | University of Oregon                                       |
| 1957  | 14   | 83    | Lavelle Langston (en)    | Northwestern State College                                 |
| 1956  | 1    | 2     | Bill Russell             | University of San Francisco                                |
| 1956  |      |       | Wally Choice (en)        | Indiana University Bloomington                             |
| 1956  |      |       | Darrell Floyd (en)       | Furman University                                          |
| 1956  |      |       | Robin Freeman (en)       | Ohio State University                                      |
| 1956  |      |       | Arthur Helms (en)        | University of Houston                                      |
| 1956  |      |       | Ed Huse (en)             | University of Wyoming                                      |
| 1956  |      |       | Julius McCoy (en)        | Michigan State University                                  |
| 1956  |      |       | Junior Morgan (en)       | Duke University                                            |
| 1956  |      |       | Willie Naulls            | University of California, Los Angeles                      |
| 1956  |      |       | Hershel Pederson (en)    | Brigham Young University                                   |
| 1956  |      |       | Dave Plunkett (en)       | University of Cincinnati                                   |
| 1956  |      |       | Jim Reed (en)            | Texas Tech University                                      |
| 1956  |      |       | Norm Stewart (en)        | University of Missouri                                     |
| 1956  |      |       | Morris Taft (en)         | University of California, Los Angeles                      |
| 1955  | 1    | 1     | Dick Ricketts            | Duquesne University                                        |
| 1955  | 2    | 7     | Jack Stephens (en)       | University of Notre Dame                                   |
| 1955  | 3    | 15    | Al Ferrari (en)          | Michigan State University                                  |
| 1955  | 4    | 23    | Burdette Haldorson       | University of Colorado                                     |
| 1955  | 5    | 31    | Bill Bagley (en)         | Saint Mary's College of California                         |
| 1955  |      |       | Harvey Babetch (en)      | Bradley University                                         |
| 1955  |      |       | Dick Cable (en)          | University of Wisconsin–Madison                            |
| 1955  |      |       | Lynn Cole (en)           | Creighton University                                       |
| 1955  |      |       | Joe Fitt (en)            | Université de Scranton                                     |
| 1955  |      |       | Charles Hoxie (en)       | Niagara University                                         |
| 1955  |      |       | Ed O'Connor (en)         | Manhattan College                                          |
| 1955  |      |       | Bill Reigel (en)         | McNeese State University                                   |
| 1955  |      |       | Dick Welsh (en)          | University of Southern California                          |

## Hawks de Milwaukee (1952–1954)

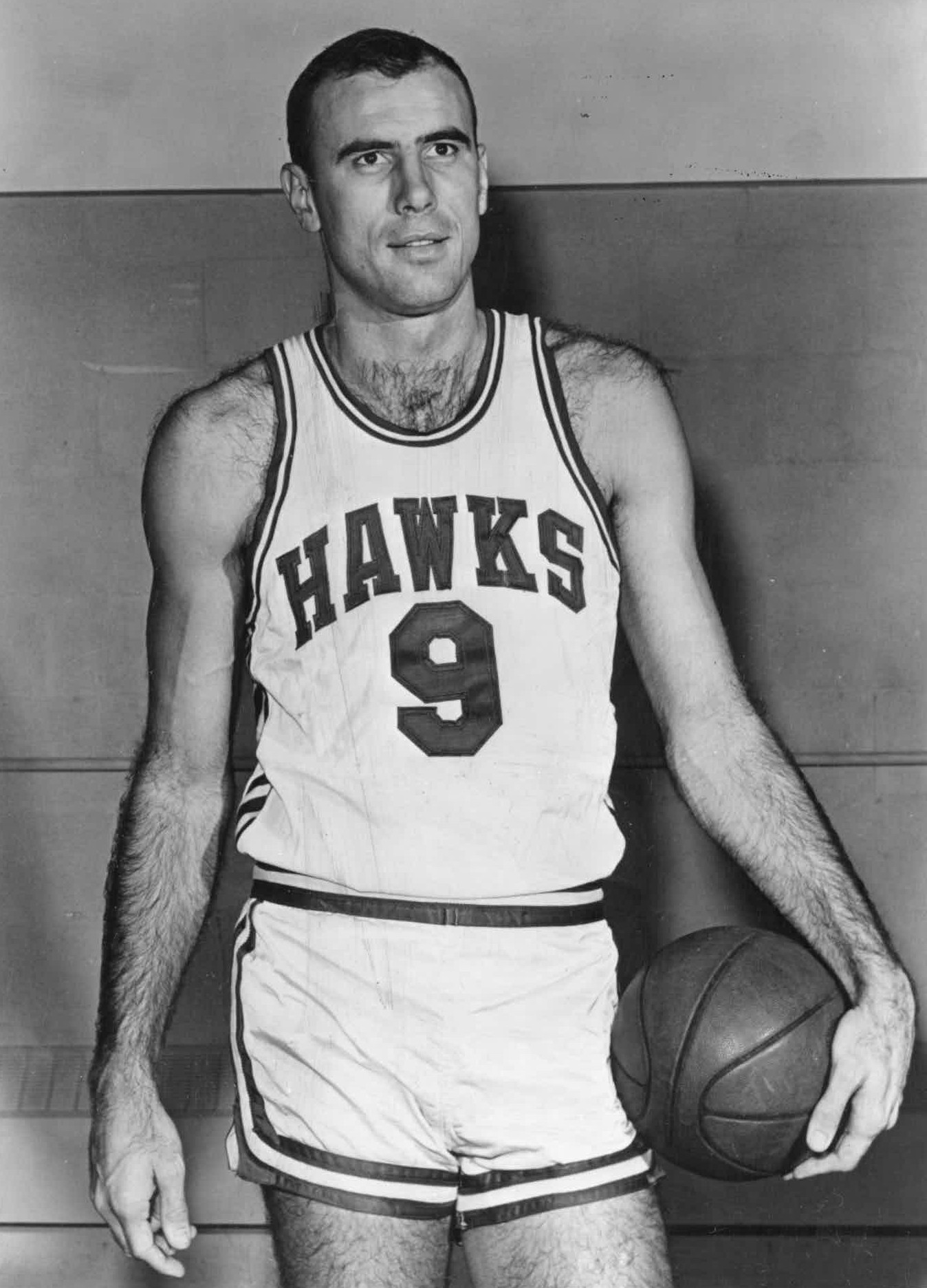
Bob Pettit, sélectionné en 1954.

| Année | Tour | Choix | Nom du joueur      | Provenance                                 |
| ----- | ---- | ----- | ------------------ | ------------------------------------------ |
| 1954  | 1    | 2     | Bob Pettit         | Louisiana State University                 |
| 1954  | 2    | 11    | Bob Mattick (en)   | Oklahoma A&M University                    |
| 1954  | 3    | 20    | Walt Walowac       | Marshall College                           |
| 1954  | 4    | 29    | Phil Martin (en)   | University of Toledo                       |
| 1954  | 5    | 38    | Paul Ebert         | Ohio State University                      |
| 1954  | 6    | 47    | Bob Carney (en)    | Bradley University                         |
| 1954  | 7    | 56    | Alan Kelley (en)   | University of Kansas                       |
| 1954  | 8    | 65    | Dick Nunneley      | University of Tulsa                        |
| 1954  | 9    | 74    | Hal Cervini        | Tulane University                          |
| 1954  | 10   | 82    | Joe Bertrand       | University of Notre Dame                   |
| 1954  | 11   | 91    | Jerry Domerschick  | City College of New York                   |
| 1954  | 12   | 97    | Ron Weisner        | University of Wisconsin–Madison            |
| 1953  | 1    | 2     | Bob Houbregs       | University of Washington                   |
| 1953  |      |       | Irv Bemoras (en)   | University of Illinois at Urbana–Champaign |
| 1953  |      |       | Bill Bolger (en)   | Georgetown University                      |
| 1953  |      |       | Paul Brandt        | Columbia University                        |
| 1953  |      |       | Joe Cipriano (en)  | University of Washington                   |
| 1953  |      |       | Gene Dyker (en)    | DePaul University                          |
| 1953  |      |       | Eddie O'Brien      | Seattle University                         |
| 1953  |      |       | John O'Brien (en)  | Seattle University                         |
| 1953  |      |       | Bob Rousey         | Kansas State University                    |
| 1953  |      |       | Darrell Tucker     | Utah State University                      |
| 1952  | 1    | 1     | Mark Workman       | West Virginia University                   |
| 1952  |      |       | Pete Brewster (en) | Purdue University                          |
| 1952  |      |       | Roger Johnson      | University of Arizona                      |
| 1952  |      |       | George McLeod (en) | Texas Christian University                 |
| 1952  |      |       | Eddie Miller (en)  | Syracuse University                        |
| 1952  |      |       | Ab Nicholas (en)   | University of Wisconsin–Madison            |
| 1952  |      |       | Dick Retherford    | Baldwin-Wallace College                    |
| 1952  |      |       | John Snee          | Clemson University                         |
| 1952  |      |       | Jim Tackett        | University of New Mexico                   |
| 1952  |      |       | Coyt Vance         | Mississippi State University               |
| 1952  |      |       | Bobby Watson       | University of Kentucky                     |

## Blackhawks de Tri-Cities (1950-1951)
| Année | Tour | Choix | Nom du joueur        | Provenance                                    |
| ----- | ---- | ----- | -------------------- | --------------------------------------------- |
| 1951  | 1    | 2     | Mel Hutchins         | Université Brigham Young                      |
| 1951  | 2    | 11    | Bill Gossett (en)    | Université d'État du Colorado                 |
| 1951  | 3    | 21    | Ron Bontemps         | Beloit College                                |
| 1951  | 4    | 31    | Jim Slaughter (en)   | Université de Caroline du Sud                 |
| 1951  | 5    | 41    | Bob Sakel            | Université d'Evansville                       |
| 1951  | 6    | 51    | John Rennicke (en)   | Université de Drake                           |
| 1951  | 7    | 61    | Bob Ambler           | Université d'Arkansas                         |
| 1951  | 8    | 71    | Aaron Preece         | Université Bradley                            |
| 1951  | 9    | 79    | Wayne Tucker         | Université du Colorado                        |
| 1951  | 10   | 83    | John DeWitt          | Texas A&M University                          |
| 1950  | 1    | 3     | Bob Cousy            | Université de la Sainte-Croix                 |
| 1950  | 2    |       | Ed Gayda (en)        | Université d'État de Washington               |
| 1950  | 3    |       | Clarence Brannum     | Université d'État du Kansas                   |
| 1950  | 4    |       | Paul Hicks           | Eastern Kentucky University                   |
| 1950  | 5    | 51    | Cal Christensen (en) | Université de Toledo                          |
| 1950  | 6    |       | Bob Anderson         | Loyola College Maryland                       |
| 1950  | 7    |       | Bill Erickson        | Université de l'Illinois à Urbana – Champaign |
| 1950  | 8    |       | Loy Doty             | Université du Wyoming                         |
| 1950  | 9    | 99    | Nate DeLong (en)     | Université du Wisconsin – River Falls         |
| 1950  | 10   |       | Keith Bloom          | Université du Wyoming                         |